# Støttvær
Støttvær est un groupe d'îles et un village de pêcheurs de la commune de Meløy , en mer de Norvège dans le comté de Nordland en Norvège.

## Description
Les principales îles de Støttvær comprennent Svenningen (1,6 km²), Innerstøtt (2.7 km²), Helløya (1,4 km²)  et Støtt (0,6 km²) . Il existe également de nombreuses autres petites îles et récifs inhabités entourant les îles principales.
Innerstøtt, Svenningen et Støtt sont habités et reliés entre eux par des ponts. Il y a un car-ferry d'Innerstøtt au village continental d'Ørnes. Les îles habitées sont également appelées le village de Støtt.

### Réserve naturelle
La réserve naturelle de Støttværet (Støttværet naturreservat) créée en 2002 comprend l'île de Helløya et un certain nombre d'îles plus petites, d'îlots et de récifs qui encerclent les trois îles habitées de l'archipel au nord, à l'ouest et au sud-ouest.